# Tsjecho-Slowaakse parlementsverkiezingen 1925

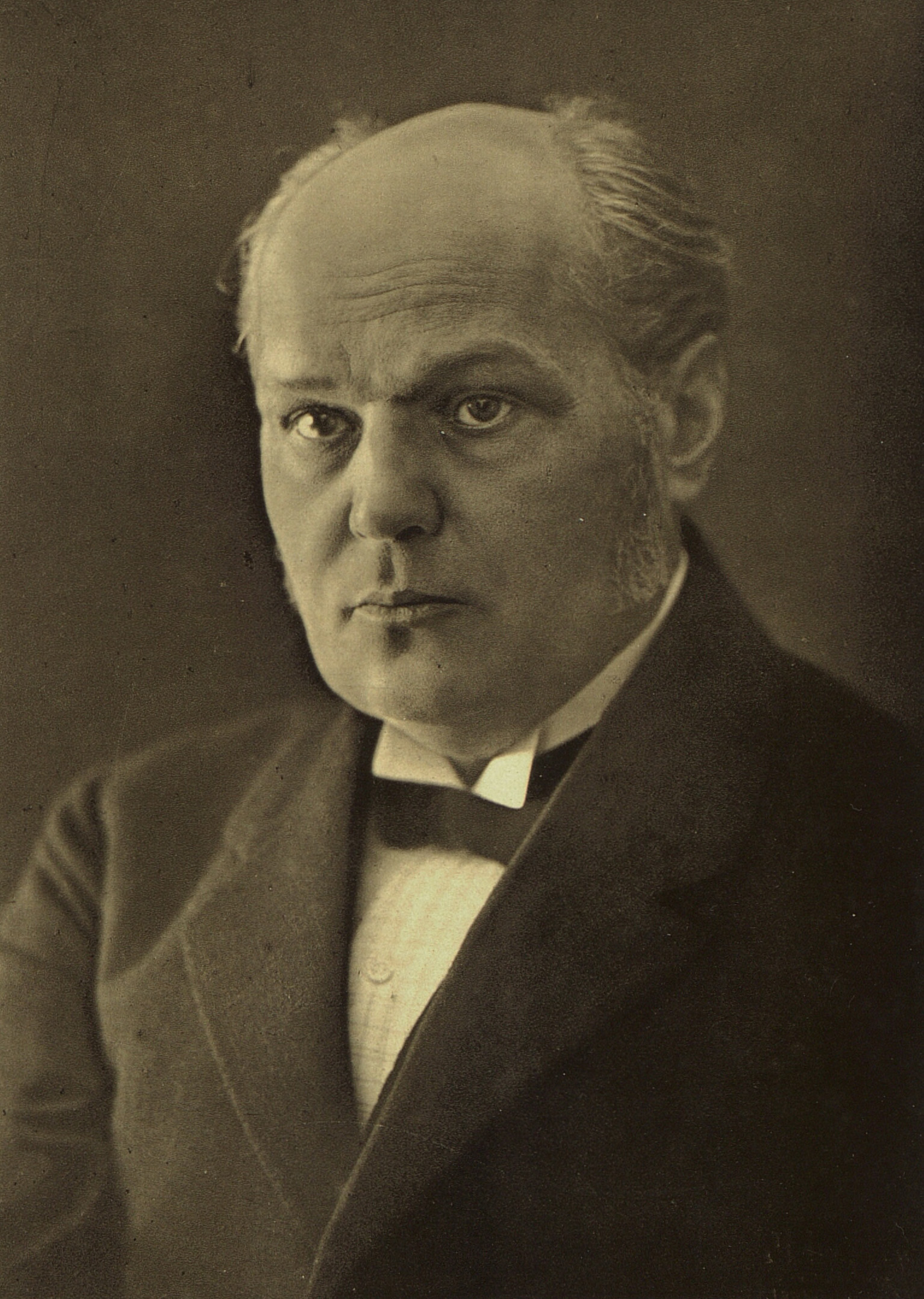
Antonín Švehla, leider van de RSZML, de grootste partij

Voor de tweede keer in de geschiedenis van Tsjecho-Slowakije werden op 15 november 1925 parlementsverkiezingen gehouden. De verkiezingen werden gewonnen door de Republikeinse Partij van Landbouwers en Boeren (RSZML). Deze partij kreeg bijna 14% van de stemmen. De tweede partij van het land werd de Communistische Partij van Tsjecho-Slowakije (KSČ) die 13% van de stemmen kreeg.

## Uitslag

### Kamer van Afgevaardigden
| Republikeinse Partij van Landbouwers en Boeren (RSZML)         | 13,7% | 45 / 300 |  |  |  |
| Communistische Partij van Tsjecho-Slowakije (KSČ)              | 13,2% | 41 / 300 |  |  |  |
| Tsjecho-Slowaakse Volkspartij (ČSL)                            | 9,7%  | 31 / 300 |  |  |  |
| Tsjecho-Slowaakse Sociaaldemocratische Arbeiderspartij (ČSDSD) | 8,9%  | 29 / 300 |  |  |  |
| Tsjecho-Slowaakse Nationale Sociale Partij (ČSNS)              | 8,6%  | 28 / 300 |  |  |  |
| Hlinka Slowaakse Volkspartij (HSL'S)                           | 6,9%  | 23 / 300 |  |  |  |
| Duitse Sociaaldemocratische Arbeiderspartij (DSDAP)            | 5,8%  | 17 / 300 |  |  |  |
| Tsjecho-Slowaakse Nationaal-Democraten (ČND)                   | 4%    | 13 / 300 |  |  |  |
| Tsjecho-Slowaakse Handelspartij (ČŽOS)                         | 4%    | 13 / 300 |  |  |  |
| Duitse Christelijk-Sociale Volkspartij (DCSVP)                 | 4,4%  | 13 / 300 |  |  |  |
| Duitse Nationale Partij (DNP)                                  | 3,4%  | 10 / 300 |  |  |  |
| Duitse Gemeenschap van Arbeiders en Ondernemers (DAWG)         | -     | 4 / 300  |  |  |  |
| Landbouwersbond (BdL)                                          | -     | 16 / 300 |  |  |  |
| Duitse Partij van het Bedrijfsleven (DGP)                      | -     | 3 / 300  |  |  |  |
| Zipser Duitse Partij (ZDP)/ Hongaarse Nationale Partij (MNP)   | -     | 5 / 300  |  |  |  |
| Provinciale Christelijk-Socialistische Partij (OKSZP)          | 1,4%  | 4 / 300  |  |  |  |
| Duitse Nationaalsocialistische Arbeiderspartij (DNSAP)         | 2,4%  | 7 / 300  |  |  |  |
| Poolse Partij (Polska)                                         | 0,4%  | 1 / 300  |  |  |  |
| Onafhankelijk                                                  | -     | 1 / 300  |  |  |  |
| Blanco stemmen                                                 | -     | 0 / 300  |  |  |  |
| Totaal                                                         | 100%  | 300      |  |  |  |
|                                                                |       |          |  |  |  |
| Geldig uitgebrachte stemmen                                    | -     | -        |  |  |  |
| Blanco/ ongeldige stemmen                                      | -     | -        |  |  |  |
| Totaal uitgebrachte stemmen                                    | -     | 100%     |  |  |  |
| Geregistreerde kiezers/ opkomst                                | -     | 90,1%    |  |  |  |
| Bron: Uitslag                                                  |       |          |  |  |  |

### Senaat
| Republikeinse Partij van Landbouwers en Boeren (RSZML)         |      | 23 / 150 |  |  |  |
| Communistische Partij van Tsjecho-Slowakije (KSČ)              |      | 20 / 150 |  |  |  |
| Tsjecho-Slowaakse Sociaaldemocratische Arbeiderspartij (ČSDSD) |      | 14 / 150 |  |  |  |
| Tsjecho-Slowaakse Nationale Sociale Partij (ČSNS)              |      | 14 / 150 |  |  |  |
| Landbouwersbond (BdL)                                          |      | 14 / 300 |  |  |  |
| Tsjecho-Slowaakse Volkspartij (ČSL)                            |      | 13 / 150 |  |  |  |
| Hlinka Slowaakse Volkspartij (HSL'S)                           |      | 12 / 150 |  |  |  |
| Duitse Sociaaldemocratische Arbeiderspartij (DSDAP)            |      | 9 / 150  |  |  |  |
| Duitse Christelijk-Sociale Volkspartij (DCSVP)                 |      | 7 / 150  |  |  |  |
| Tsjecho-Slowaakse Handelspartij (ČŽOS)                         |      | 6 / 150  |  |  |  |
| Tsjecho-Slowaakse Nationale Democratie (ČND)                   |      | 7 / 150  |  |  |  |
| Duitse Nationaalsocialistische Arbeiderspartij (DNSAP)         |      | 3 / 150  |  |  |  |
| Provinciale Christelijk-Socialistische Partij (OKSZP)          |      | 2 / 150  |  |  |  |
| Totaal                                                         | 100% | 150      |  |  |  |
|                                                                |      |          |  |  |  |
| Geldig uitgebrachte stemmen                                    | -    | -        |  |  |  |
| Blanco/ ongeldige stemmen                                      | -    | -        |  |  |  |
| Totaal uitgebrachte stemmen                                    | -    | 100%     |  |  |  |
| Geregistreerde kiezers/ opkomst                                | -    | 90,1%    |  |  |  |
| Bron: Nohlen, et al.                                           |      |          |  |  |  |

## Verwijzingen
Parlementsverkiezingen in Tsjecho-Slowakije:
1920 · 1924 · 1925 · 1929 · 1935 · 1946 · 1948 · 1954 · 1960 · 1964 · 1971 · 1976 · 1981 · 1986 · 1990 · 1992

Verkiezingen voor de Tsjechische Nationale Raad:
1971 · 1976 · 1981 · 1986 · 1990 · 1992

Verkiezingen voor de Slowaakse Nationale Raad:
1971 · 1976 · 1981 · 1986 · 1990 · 1992